# Татаров Олег Юрійович
Оле́г Ю́рійович Тата́ров (31 серпня 1982 , Новоукраїнка, Кіровоградська область ) — український правник, державний службовець. Заступник Керівника Офісу президента України з 5 серпня 2020 року. Працював у правоохоронних органах та курував кримінальні провадження стосовно Тетяни Чорновол, Автомайдану та активістів Євромайдану. Працював адвокатом, представляв інтереси «Укрбуд девелопмент», де був юристом. Доктор юридичних наук, професор, заслужений юрист України (січень 2014).
Підозрюється НАБУ та САП в пособництві у наданні хабаря у вигляді паркомісця в ЖК «Артемівський» від народного депутата Максима Микитася заступнику директора Науково-дослідного експертно-криміналістичного центру МВС Костянтину Дубоносу. За версією слідства, прохання забудовників Татаров у 2020 році домовлявся з Київським НДЕКЦ МВС про фальсифікацію експертизи, на яку пізніше посилались в «Укрбуді». Після втручання у справу генпрокурора Венедіктової у затвердженні підозри було відмовлено, прокурорів, що мали представляти обвинувачення в суді, таємно змінено на інших, а справу забрано у НАБУ та САП і передано її до СБУ, яка, як вважають журналісти, є більш лояльним до Татарова органом досудового розслідування, через тісні дружні зв'язки з керівництвом відомства.
Татарова пов'язують з окремими членами комісії з обрання керівника САП, яка з мовчазної згоди вищих посадових осіб держави понад півтора року саботувала призначення очільника САП Олександра Клименка, колишнього детектива НАБУ, який відомий розслідуванням справи Татарова про розкрадання при будівництві житла для Нацгвардії.

## Біографія
2003 року закінчив Національний університет внутрішніх справ. 2005 року отримав диплом магістра в Національній академії внутрішніх справ. 2010 року закінчив КНУ ім. Шевченка за спеціальністю «облік та аудит». Закінчив Лондонський університет і отримав європейську ліцензію адвоката.
1999—2014 — проходив службу в органах внутрішніх справ.
З 2011 року був заступником начальника Головного слідчого управління Міністерства внутрішніх справ.
2014 року, після втечі президента Януковича, звільнений із посади. Під час роботи в МВС не обіймав посади, щодо яких здійснюються заходи з люстрації.
З 2014 року займається адвокатською практикою, керівний партнер адвокатського об'єднання «Татаров, Фаринник, Головко».
5 серпня 2020 року указом президента Зеленського призначений заступником керівника Офісу Президента України. Призначення викликало критику українських громадських діячів, адвокатів, журналістів та політологів. 7 серпня 2020 року Зеленський заявив, що Татаров є професіоналом і «несправедливо всіх керівників часів Януковича вважати старою владою».
На початку повномасштабного вторгнення, за словами президента Зеленського, «вбивав чеченців у Києві разом з Малюком».

## Діяльність
Член низки спеціалізованих вчених рад із захисту дисертацій на здобуття наукового ступеня кандидата та доктора юридичних наук. Автор понад 300 наукових праць з питань кримінального процесу, діяльності органів досудового розслідування, прокуратури, суду та адвокатури. Викладав у навчальних закладах[яких?] дисципліни: «Кримінальний процес», «Міжнародна правова допомога у кримінальному провадженні», «Доказування у кримінальному провадженні», «Організація взаємодії підрозділів під час досудового розслідування», «Сучасні аспекти кримінального прав та процесу».
2011—2014 — працюючи заступником керівника головного слідчого управління МВС України, входив до складу робочих груп з питань удосконалення правового регулювання діяльності органів досудового розслідування, прокуратури та адвокатури. Зокрема, групи з удосконалення законодавства про безоплатну правову допомогу, групи з аналізу стану додержання законодавства про свободу слова та захист прав журналістів.
Є адвокатом ексзаступника голови адміністрації Януковича Андрія Портнова. 2016 року був адвокатом проросійського нардепа Опозиційного блоку Вадима Новинського. Був адвокатом Олесі Кузнецової, вдови Івана Кузнецова, який у травні 2018 зі спільником напав на Сергія Стерненка. У травні 2019 року вимагав від СБУ оголосити підозру в «умисному вбивстві» та замаху на вбивство Стерненку.

### Діяльність під часРеволюції гідності[24]

#### Штурм Майдану 11 грудня
У ніч проти 11 грудня 2013 року міліціянти провели невдалу спробу розгону Євромайдану в Києві, у якій взяло участь понад 5 000 силовиків. Бійці «Беркуту» та внутрішніх військ намагалися відтіснити мітингувальників щитами. Тієї ночі з боку протестувальників було поранено 42 людини. Татаров пояснив це «потребою забезпечити проїзд громадського транспорту».

#### Побиття Тетяни Чорновол
25 грудня 2013 року побили журналістку та активістку Майдану Тетяни Чорновол. Татаров заявив, що це могла бути провокація самої активістки.

#### Викрадення Дмитра Булатова
22 січня 2014 року зник лідер «Автомайдану» Дмитро Булатов. 30 січня його знайшли живим у селі Вишеньки під Києвом і доставили до столичної лікарні. Активіст мав численні гематоми, порізану щоку, частину правого вуха було відрізано. Булатов розповів про катування з боку викрадачів, які говорили з російським акцентом. Далі його вивезли до лісу й викинули з машини. Булатов увесь час перебував у темному місці із зав'язаними очима.
Татаров заявив, що як одну з версій зникнення Булатова слідство розглядає інсценування з метою провокації. У лютому 2014 року Татаров заявив, що Булатов перед викраденням начебто придбав ноутбук Apple за 28 тис. грн, для цієї покупки Дмитро нібито скористався карткою, на рахунок якої здійснювали пожертви для потреб «Автомайдану». Булатов назвав цю інформацію фейком.

#### Виправдання агресії міліції проти мітингувальників на Майдані
18-20 лютого 2014 року стали найкривавішими в ході Революції гідності: тоді загинули 80 активістів і 13 правоохоронців. 19 лютого 2014 року Татаров заявив, що працівники міліції не використовували вогнепальної зброї, і що дехто із загиблих мітингувальників «мав поранення в потилицю».

#### Нагорода від Януковича
18 лютого 2021 журналісти програми «Схеми» повідомили, що Татаров у розпал Революції гідності отримав звання «Заслужений юрист України» від Януковича за особистим поданням тодішнього очільника МВС Віталія Захарченка, внесеним 16 грудня 2013 року.

## Скандали

### Призначення заступником голови Офісу Президента України
5 серпня 2020 року президент Володимир Зеленський призначив Татарова заступником голови Офісу Президента України.
7 серпня 2020 року громадська організація «Родини Небесної сотні» виступила проти призначення Татарова заступником голови ОПУ через його минуле: «виправдовував та покривав масові злочини та порушення прав людини під час Революції гідності», працював у МВС під керівництвом Віталія Захарченка, який утік під час Євромайдану в Росію.
Призначення Татарова заступником голови ОПУ викликало обурення у громадськості.
7 серпня 2020 року Володимир Зеленський заявив, що вважає несправедливим, що до представників «старої влади» часто зараховують усіх, хто обіймав якусь керівну посаду за президентства Віктора Януковича. Також додав, що «головне, щоб людина була чесна».
У червні 2021 року голова Центру протидії корупції Віталій Шабунін ініціював петицію про звільнення Олега Татарова з посади заступника голови ОПУ. 18 червня ця петиція набрала 25 тисяч підписів. 6 липня на неї відповів Володимир Зеленський.

### Розслідування НАБУ
З 2017 року НАБУ розслідує можливі зловживання та розкрадання грошей під час будівництва житла для Нацгвардії. Будівництво вела компанія «УкрБуд» Максима Микитася.
28 листопада 2020 року заступник голови Офісу президента Олег Татаров заявив, що директор НАБУ Артем Ситник є «корінням проблем у антикорупційній політиці держави». Офіс президента зі свого боку заявив, що Татаров висловив особисту думку і не відображає позицію президента України Володимира Зеленського.
1 грудня 2020 року стало відомо, що НАБУ розслідує справу щодо Татарова. Справа стосується його можливої причетності до фальсифікації експертизи у справі екснардепа та забудовника Максима Микитася. НАБУ, серед іншого, веде прослуховування заступника голови Офісу Президента України.
2 грудня 2020 року НАБУ і САП підготували підозру Олегові Татарову, але генпрокурорка України Ірина Венедіктова відсторонила 4-х прокурорів, які вели цю справу. Згодом НАБУ відкрито звинуватило офіс Венедіктової в саботажі справи щодо Татарова.
4 грудня 2020 року під Офісом президента України пройшла акція, учасники якої вимагали звільнення Ірини Венедіктової, глави Офіса президента Андрія Єрмака та його заступника Олега Татарова.
Татаров, коментуючи акцію під Офісом Президента, під час якої вимагали його відставки, заявив, що поки перебуває у владі, має намір і далі просувати політику зменшення впливу на Україну сил, які намагаються нав'язати країні «зовнішнє управління» (теза, яка просувається російською пропагандою після початку російсько-української війни з 2014 року).
9 грудня 2020 року під Офісом президента України провели акцію з плакатами «Корупція вбиває», «Stop corruption». Мітингарі закликали президента України Володимира Зеленського очистити Офіс Президента від корупціонерів. Окрім того, учасники акції передали звернення з вимогою звільнити Олега Татарова й інших осіб, які, за їхніми словами, фігурують у корупційних справах.
12 грудня 2020 року Олег Татаров заявив, що має намір подати позов проти директора НАБУ Артема Ситника про «захист честі, гідності та ділової репутації».
14 грудня 2020 року суддя Сергій Вовк Печерського суду ухвалив передати справу, у якій фігурує Олег Татаров, від НАБУ до ДБР. У НАБУ на це відповіли, що такі рішення суперечать закону.
18 грудня 2020 року НАБУ повідомили, що під процесуальним керівництвом прокурорів САП вручили підозру Татарову у вчиненні злочину, передбаченого ч.3 ст.369 КК України (пропозиція, обіцянка або надання неправомірної вигоди службовій особі). За даними слідства, Татаров у будівельній компанії «УкрБуд» міг бути причетний до надання хабаря за видачу недостовірного висновку судового експерта щодо афери з квартирами для військових Національної гвардії.
21 грудня 2020 року Татаров написав заяву про призупинення своїх службових обов'язків як заступника глави Офісу президента України «у зв'язку з істотним суспільним резонансом».
Увечері 23 грудня 2020 року Офіс генерального прокурора передав провадження, у якому фігурує заступник голови Офісу президента Олег Татаров, з НАБУ до СБУ. У НАБУ назвали таке рішення незаконним і звинуватили Офіс генерального прокурора у втручанні в розслідування. Генеральна прокурорка України Ірина Венедіктова заявила, що не причетна до передачі справи, у якій фігурує Татаров, до СБУ.
24 грудня 2020 року Вищий антикорупційний суд України відклав на 28 грудня 2020 року засідання з обрання запобіжного заходу заступнику глави Офісу президента Олегу Татарову. На засіданні суду відзначили, що після передачі справи Татарова від НАБУ до СБУ, немає інформації про повноваження прокурорів у справі.
28 грудня 2020 року Вищий антикорупційний суд не зміг провести засідання щодо обрання запобіжного заходу Олегу Татарову, оскільки на засідання не з'явилися прокурори Офісу генпрокурора. Суд переніс засідання на 30 грудня 2020 року.
30 грудня 2020 року Вищий антикорупційний суд задовольнив клопотання Офісу генпрокурора і не обрав запобіжний захід Олегу Татарову. Прокурор заявив, що він не може стверджувати, що підозра достатньо обґрунтована.
Рішенням від 13 січня 2021 року Вищий антикорупційний суд зобов'язав генпрокурорку Ірину Венедіктову розглянути клопотання про передачу справи Олега Татарова від СБУ до НАБУ.

### Bihus.info
3 грудня 2020 року журналісти з Bihus.info випустили розслідування, у якому зазначається, що компанія «Дейрінг Капітал», співвласником якої є тесть заступника голови Офісу Президента Олега Татарова, Олександр Павлушин, отримала від Київради землю під забудову одразу після призначення Татарова в ОП. Татаров назвав цю інформацію фейком і звернувся до правоохоронців.

### Центр протидії корупції
За повідомленням Центру протидії корупції, Олег Татаров допоміг утекти з України куму Путіна Вікторові Медведчуку, колишньому заступнику голови Адміністрації президента України за часів Януковича Андрієві Портнову та сину Портнова призовного віку, який покинув країну 28 березня 2022 року. Крім того Олег Татаров намагався розблокувати заморожені в Україні рахунки Миколаївського глиноземного заводу, який належить російському мільярдеру Олегові Дерипасці.

## Сім'я
- Колишня дружина — Татарова Тетяна Олександрівна, керівниця благодійного фонду «Для дітей»[99].
- Колишній тесть — Павлушин Олександр[99].

### Декларація
- Е-декларація за 2019 рік